# 松山市立石井北小学校
松山市立石井北小学校（まつやましりつ いしいきたしょうがっこう）は、愛媛県松山市にある公立小学校である。